# Dalmatolacerta oxycephala
Dalmatolacerta oxycephala là một loài thằn lằn trong họ Lacertidae. Loài này được Duméril & Bibron mô tả khoa học đầu tiên năm 1839.
Loài này được tìm thấy ở Bosnia và Herzegovina, Croatia, Serbia, Montenegro, và có thể ở Albania, nơi mà môi trường sống tự nhiên của chúng là cây bụi kiểu Địa Trung, vùng núi đá, bờ đá, vườn nông thôn.